# Club Deportivo Norte
El Club Deportivo Norte es una institución social y deportiva de la ciudad de Mar del Plata, provincia de Buenos Aires, Argentina, cuya principal actividad es el fútbol.
Actualmente milita en el Torneo Federal Amateur 2024, habiendo clasificado a 2a Ronda, por ser 1° en la Tabla de Segundos 

## Historia
El Club Deportivo Norte fue fundado el 1 de abril de 1937 y cuenta en su haber una rica historia futbolística con grandes participaciones y jugadores destacados.
El primer terreno que tuvo la institución estaba ubicado en Ituzaingó al 3900. Ahí, su cancha de bochas era la más concurrida de la ciudad. Poco después, el club se mudó a su sede social histórica ubicada en la esquina de Guido y Necochea. Desde ese momento fue el club del barrio de La Perla.
Como con la mayoría de los clubes de la ciudad, Deportivo Norte tuvo su época de esplendor a partir de la década del sesenta. La sede social era la elegida por los vecinos del barrio para jugar al bowling e ir a bailar a los salones de fiestas. 
En la década del ochenta, Deportivo Norte llegó a tener mil socios. Su equipo de fútbol se convirtió en el pionero de los clubes de la ciudad que a través de los antiguos torneos Regionales intentaban llegar al Nacional B. La derrota con Club Atlético Nueva Chicago por penales abrió la ilusión de una revancha. Pero el club entró en una crisis terminal.
El club fue cuna de grandes deportistas como Nora Alicia Vega, cinco veces campeona mundial, seis veces campeona panamericana y diez veces campeona sudamericana. En 1996 y 2008 fue una de las portadoras de la antorcha olímpica para los Juegos Olímpicos de Atlanta 1996 y Pekín 2008. Fue ganadora del Premio Olimpia de oro (máximo premio deportivo de Argentina) en 1995, concedido al mejor deportista del año. Obtuvo además el Premio Konex de Platino en 1990 y 2000 como la mejor patinadora de la década en Argentina.
En los últimos años, el aurinegro contó con grandes participaciones en la Liga Marplantese llegando a las finales en los años 2012, 2013, 2015, 2023 y 2024 sin poder lograr el campeonato pero cuajando grandes actuaciones en términos generales.

## El clásico moderno
Deportivo Norte - Club Atlético Independiente (Mar del Plata): Convivieron en armonía muchos años a pocos metros de distancia. Se cruzaron oficialmente desde 1968, pero hasta fines de la década del '90 fue un partido más. La rivalidad se intensificó con el cambio de milenio, cuando las disputas en inferiores se trasladaron a la Primera.

## Palmarés
El Club Deportivo Norte logró el bicampeonato de 1987 y 1988 de la Liga Marplatense de fútbol.
Al conseguir el título local en 1987, Deportivo Norte adquirió el derecho a representar a la Liga Marplatense de Fútbol en el Torneo del Interior 1987-88.
El aurinegro se consagró campeón en el año 2002 del Clausura de la Liga Marplatense de futbol.

## Jugadores destacados
Luis “la Garza” Di Martino. Ex arquero y entrenador del fútbol. Por la cercanía del barrio, se alistó en Norte (en ese entonces en Guido y Necochea), donde realizó inferiores y debutó en Primera División a principios de la década del ’80. Después de su primera etapa en el club de La Perla (tuvo tres como futbolista), tuvo pasos por San Lorenzo de esta ciudad y Rivadavia de Necochea, donde empezó a tener otro roce al participar en los antiguos Regionales.
Carlos Horacio Miori. Debutó en la primera de Deportivo Norte cuando tenía 14 años. Luego su extensa campaña como futbolista transcurrió en San Lorenzo, Kimberley, Alvarado, General Mitre, San Martin de Mendoza, Emelec de Ecuador, América de Cali de Colombia y cerró su campaña otra vez en Deportivo Norte. Su campaña como técnico la comenzó en 1986 saliendo campeón, -para después volver a jugar en primera-.
Plantel 2024 TRFA
Agustín Villalba; Mateo Rinaldi, Enzo Fredes, Fermín Iriarte ex Kimberley, Agustín Rodríguez; Facundo Fernández, Mauricio Miori ex Kimberley, Kevin Mauricio Collazo ex Kimberley, Alejandro Díaz; Ramiro Rodriguez Acosta, Raúl Melga
Emiliano Coppens DEF, Tomas Valentino Loscalso ex Kimberley, Leonardo Catuogno DEF, Juan Segundo Rojas, Leonardo Marcelo Fredes MED, Juan M. Ceratto, Nahuel Pájaro ex Boxing Club (Río Gallegos)
DT,: Mauricio Di Martino

## Hinchada
La hinchada de Club Deportivo Norte es reconocida a nivel local por su convocatoria y su fidelidad hacia el equipo. Popularmente conocida como "la 90".

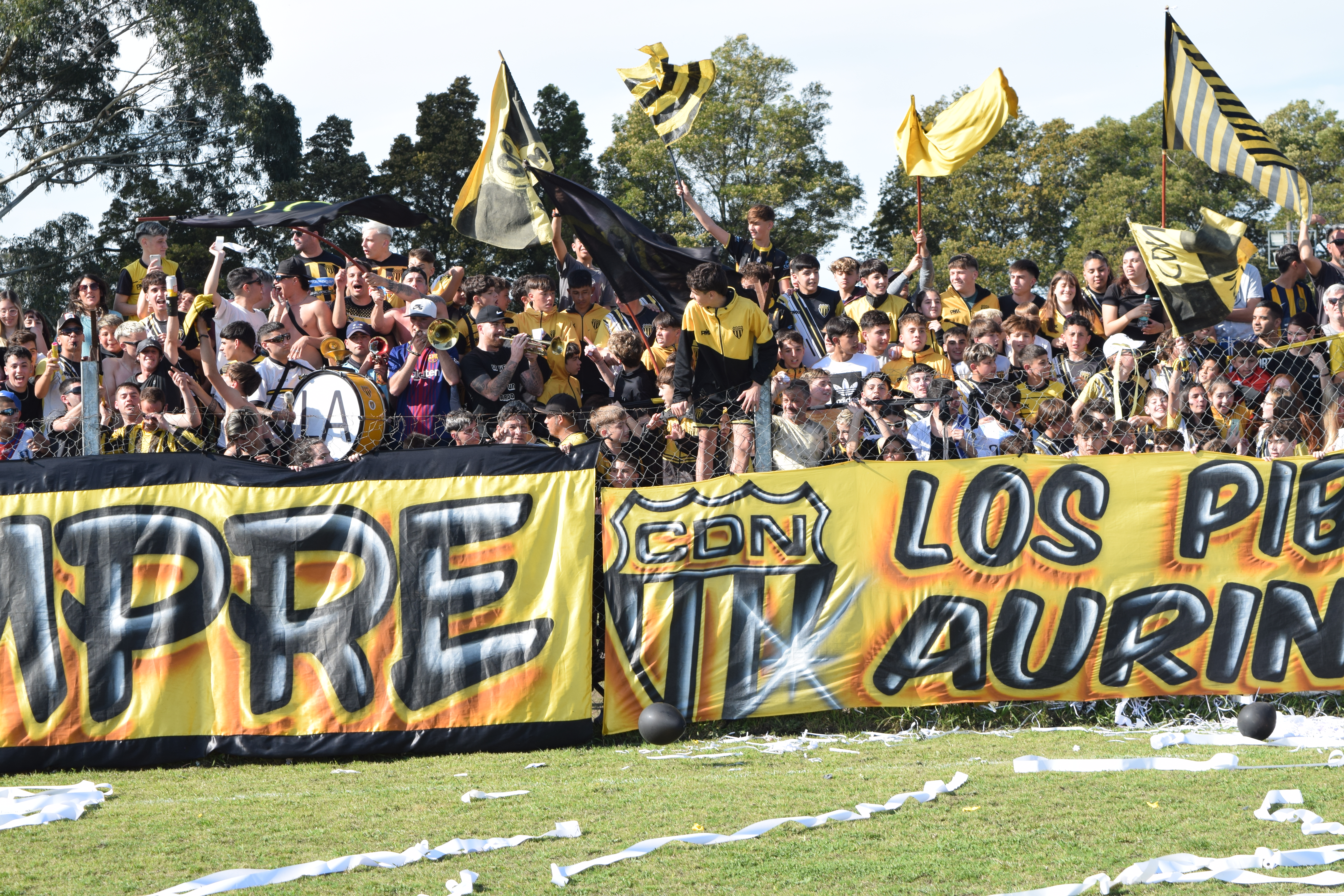
La hinchada de Deportivo Norte en un encuentro contra Club Atlético Independiente (Mar del Plata) (2022).

## Rivalidades
Su clásico rival es el Club Atlético Once Unidos, y además posee una rivalidad más moderna y muy fuerte con el Club Atlético Independiente de Mar del Plata y Club Atlético Alvarado

## Estadio
Actualmente hace de local en el estadio Carlos H. Miori, se encuentra ubicado en el predio que el club posee en la zona norte sobre la ruta 2 de la ciudad de Mar del Plata.

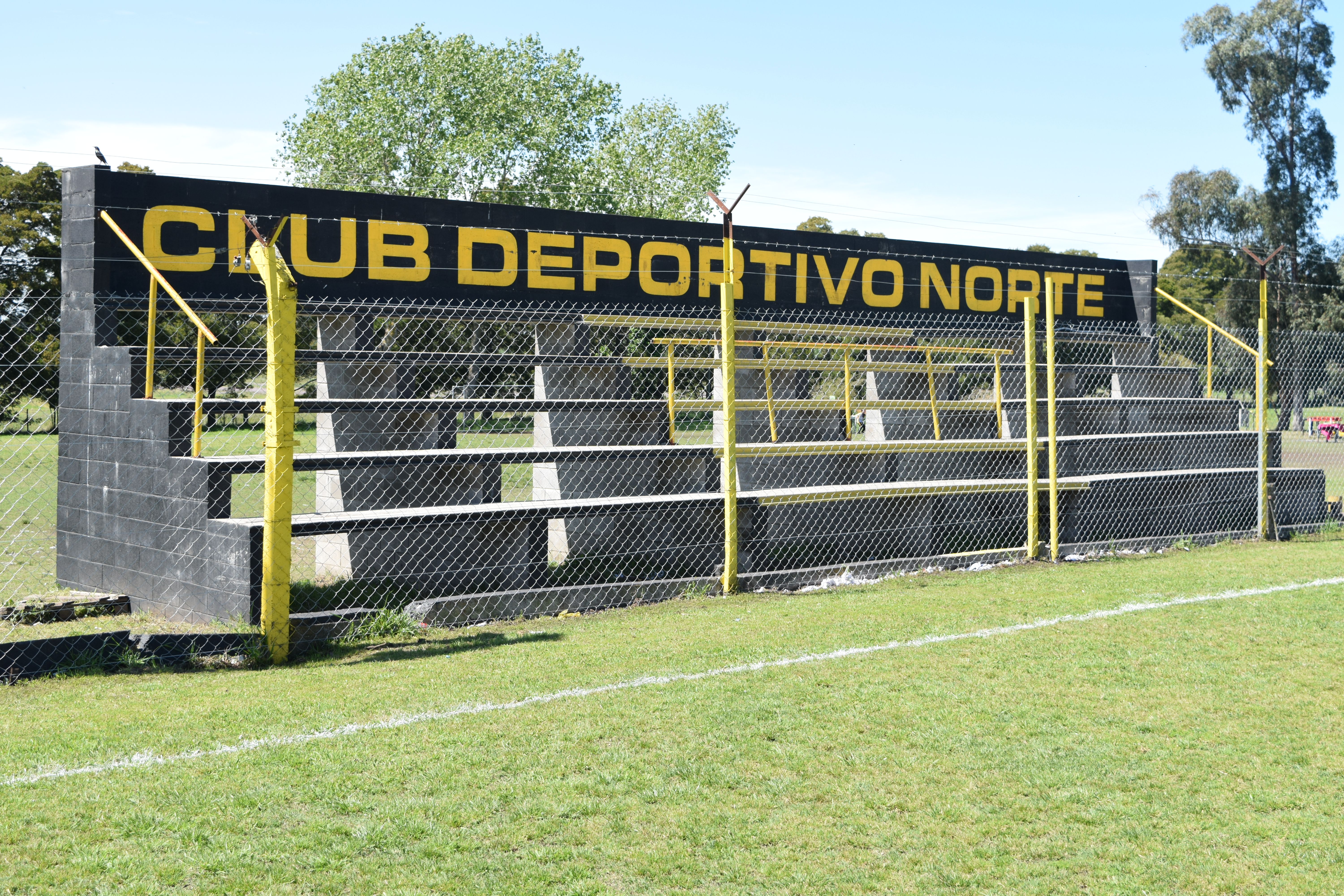
Tribuna Deportivo Norte